# Camilla Andersen
Camilla Andersen (født 5. juli 1973 i Gentofte) er en forhenværende dansk håndboldspiller. Hun var en af de største profiler på landsholdet i 1990'erne og nåede i 194 landskampe at score hele 846 mål, og hun er den kvindelige danske spiller, som har scoret flest landskampmål gennem tiderne. På landsholdet var hun med til at vinde guld ved OL i 1996 og 2000, og hun er både ved EM og VM blevet kåret som bedste playmaker. Både på klubhold og landshold var hun gennem hele karrieren en foretrukken straffekastskytte og især kendt for sine offensive kvaliteter. Camilla Andersen er indehaver af rekorden for antal scoringer i en enkelt kamp på dansk liganiveau med 22 mål i en udekamp mod Horsens HK den 29. marts 2003.
Camilla Andersens forældre Gert Andersen og Toni Røseler spillede også på det danske håndboldlandshold. Hendes tveæggede tvillingesøster Charlotte kom på ungdomslandsholdet, inden skader tvang hende til at som 19-årig stoppe karrieren. Charlotte kom dog hurtigt efter ind på lærerseminariet og har i dag skrevet bogen "Bevar roen - en metodehåndbog til inklusion af børn med ADHD" (Forlaget Dafolo). Broderen Kristian Andersen spillede i 12 sæsoner  på divisionsholdet i Virum-Sorgenfri Håndboldklub.[kilde mangler]
I 2000 giftede Camilla Andersen sig med den norske håndboldspiller Mia Hundvin; De blev dog skilt tre år senere. Camilla Andersens civile karriere startede som elev i rejsebranchen i det ikke længere eksisterende selskab, Rejsegalleriet. Senere startede hun selv rejsebureauet Travel Sense med speciale i sportsrejser. I december 2016 blev hun gift med Charlotte Rust Pedersen.
Hun blev i 2012 optaget i DIF's Hall of Fame som det 27. medlem.
Hun er håndboldekspert på DR under VM-slutrunderne for både kvinder og mænd.

## Klubber
- 1985-1991:  Virum-Sorgenfri Håndboldklub
- 1991-1992:  FIF
- 1992-1993:  Nordstrand IF, Oslo, Norge
- 1993-1996:  Buxtehuder SV
- 1996-1997:  Bækkelagets SK, Oslo, Norge
- 1997-2001:  FIF
- 2001-2004:  Slagelse DT
- 2004-2005:  FCK Håndbold

## Resultater

### I klubsammenhæng
- Junior-DM 1989
- Danmarksmester 2003
- Pokalvinder 1997, 2002
- Norsk mester 1997
- Pokalvinder, Norge 1996
- Euro-City-Cup 1994
- EHF Cup 2003
- EHF Champions League 2004

### Med Landsholdet
- OL-guld 1996, 2000
- VM-guld 1997
- VM-sølv 1993
- VM-bronze 1995
- EM-guld 1994, 1996
- EM-sølv 1998

## Eksterne links
- Camilla Andersen – en overlever – Sport – Portrætartikel om Camilla Andersen fra Berlingske Tidende
- http://evas-handballside.com/camilla/[ Fanside om Camilla Andersen] Arkiveret 14. august 2007 hos  Wayback Machine
- Camilla Andersens profil på Sports-Reference OL-resultater (arkiveret) (engelsk)
- Camilla Andersens profil på Olympedia (engelsk)
- Camilla Andersens profil hos Det Europæiske Håndboldforbund (engelsk)